# Helena Casas Roige
Helena Casas Roige (Vila-seca, 24 juli 1988) is een Spaans Catalaans baanwielrenster. Ze vertegenwoordigde haar land tijdens de Olympische Spelen van 2016 waar ze een zevende plaats behaalde op de teamsprint. Het zelfde jaar behaalde ze een tweede plaats op teamsprint op de Europese kampioenschappen baanwielrennen. In latere jaren won ze nog eenmaal brons op de EK; in 2020 op de keirin.

## Palmares
| Jaar    | SK                                          | EK                                     | WK                                                   | Overig |
| Belofte | Belofte                                     | Belofte                                | Belofte                                              | Belofte |
| ------- | ------------------------------------------- | -------------------------------------- | ---------------------------------------------------- | --- |
| 2007    |                                             | 8e 500m tijdrit                        |                                                      | |
| 2008    |                                             | 5e 500m tijdrit 8e keirin 8e sprint    |                                                      | |
| 2009    |                                             | 7e 500m tijdrit 9e keirin 9e sprint    |                                                      | |
| 2010    |                                             | 9e sprint 10e keirin                   |                                                      | |
| Elite   |                                             |                                        |                                                      | |
| 2007    | 500m tijdrit · sprint · keirin              |                                        | 13e sprint 19e keirin 21e 500m tijdrit               | |
| 2008    | 500m tijdrit · sprint · keirin              | sprint omnium                          |                                                      | |
| 2009    |                                             | 5e sprint omnium                       | 14e ploegenachtervolging 20e 500m tijdrit            | |
| 2010    | 500m tijdrit · sprint · keirin              |                                        | 19e 500m tijdrit 26e sprint                          | Aigle: · 500m tijdrit                                                                                                |
| 2011    | keirin · 500m tijdrit · sprint · teamsprint |                                        | 10e teamsprint                                       | |
| 2012    | keirin · sprint · 500m tijdrit · teamsprint |                                        | 7e scratch 9e teamsprint                             | |
| 2013    | keirin · sprint · 500m tijdrit              | 8e keirin 10e sprint                   | 7e teamsprint 9e keirin 18e sprint                   | |
| 2014    | sprint · keirin · 500m tijdrit              |                                        | 6e teamsprint 17e keirin 22e sprint                  | |
| 2015    | sprint · keirin · 500m tijdrit              | 8e sprint 9e keirin                    | 7e teamsprint 22e sprint                             | |
| 2016    | sprint · keirin · 500m tijdrit · teamsprint | teamsprint                             | 8e teamsprint 28e sprint                             | Olympische Spelen: · 7e teamsprint · 17e keirin · 26e sprint · WB Glasgow: · teamsprint · WB Apeldoorn: · teamsprint |
| 2017    | sprint · 500m tijdrit · keirin · teamsprint | 5e teamsprint 7e 500m tijdrit          | 7e teamsprint 14e 500m tijdrit 14e keirin 27e sprint | |
| 2018    | keirin · teamsprint · sprint · 500m tijdrit | 7e teamsprint                          | 9e teamsprint 10e keirin 13e 500m tijdrit            | |
| 2019    | keirin · teamsprint · sprint · 500m tijdrit | 6e teamsprint                          | 9e teamsprint 16e 500m tijdrit 19e keirin            | Europese Spelen: 7e teamsprint 9e 500m tijdrit                                                                       |
| 2020    | sprint · 500m tijdrit · keirin              | keirin · 5e 500m tijdrit               | 11e teamsprint 15e 500m tijdrit 16e keirin           | |
| 2021    |                                             | 6e keirin 10e 500m tijdrit 16e sprint  | 10e 500m tijdrit 13e keirin 23e sprint               | |
| 2022    | 500m tijdrit · sprint · keirin              | 10e keirin 15e 500m tijdrit 17e sprint | 13e keirin 20e 500m tijdrit                          | |
| 2023    | 500m tijdrit · keirin · sprint              | 8e keirin 18e 500m tijdrit 18e sprint  | 19e keirin 34e sprint                                | |
| 2024    | 500m tijdrit · keirin · sprint              | 12e keirin 19e sprint                  | 23e keirin                                           | |
| 2025    |                                             | 11e keirin 15e 1km tijdrit 18e sprint  |                                                      | |